# West Haven (Utah)
West Haven is een plaats (city) in de Amerikaanse staat Utah, en valt bestuurlijk gezien onder Weber County.

## Demografie
Bij de volkstelling in 2000 werd het aantal inwoners vastgesteld op 3976.
In 2006 is het aantal inwoners door het United States Census Bureau geschat op 6122, een stijging van 2146 (54,0%).

## Geografie
Volgens het United States Census Bureau beslaat de plaats een oppervlakte van
26,3 km², geheel bestaande uit land.

## Plaatsen in de nabije omgeving
De onderstaande figuur toont nabijgelegen plaatsen in een straal van 8 km rond West Haven.